# Bohumil Kudrna
Bohumil Kudrna (15. března 1920 Brandlín – 11. února 1991 Praha) byl český a československý rychlostní kanoista a vodní slalomář, kanoista závodící v kategoriích C2.
Dvakrát startoval na letních olympijských hrách, vždy s Janem Brzákem v závodě C2 na 1000 m. V Londýně 1948 získali zlato, o čtyři roky později v Helsinkách 1952 stříbro. Společně s Brzákem vybojovali také dvě zlaté medaile na Mistrovství světa 1950 v závodech na 1 km a 10 km.
Závodil také ve vodním slalomu, na Mistrovství světa 1949 získal stříbro v závodě hlídek C2 a bronz v individuálním závodě C2.